# 米尔佩塞
米尔佩塞（法語：Mirepeisset，法語發音：[miʁpesɛ] ⓘ）是法国奥德省的一个市镇，属于纳博讷区。

## 地理
米尔佩塞（43°17'7"N, 2°53'48"E）面积5.19 平方千米，位于法国奧克西塔尼大區奥德省，该省份为法国南部沿海省份，北起塔恩省，西北接上加龙省，西接阿列日省，南至东比利牛斯省，东临地中海，东北与埃罗省接壤。
与米尔佩塞接壤的市镇（或旧市镇、城区）包括：阿热利耶、日内斯塔斯、萨莱勒多德。

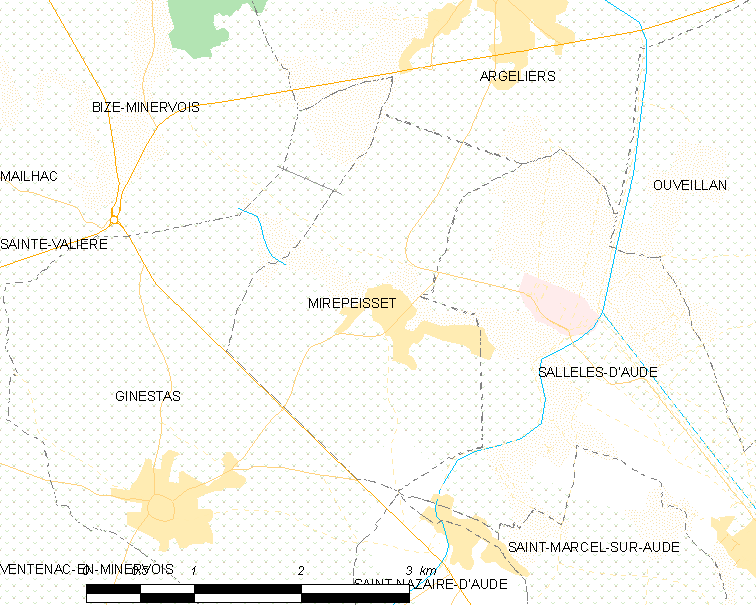
米尔佩塞的OSM定位图

米尔佩塞的时区为UTC+01:00、UTC+02:00（夏令时）。

## 行政
米尔佩塞的邮政编码为11120，INSEE市镇编码为11233。

## 政治
米尔佩塞所属的省级选区为南密涅瓦县。

## 人口

1962-2008年间米尔佩塞人口变化图示

米尔佩塞于2022年1月1日时的人口数量为743人。